# Campionati europei di nuoto in vasca corta 1994
I quarti Campionati europei di nuoto in vasca corta, denominati ufficialmente Campionati europei sprint, si sono svolti a Stavanger (Norvegia) il 3 e il 4 dicembre 1994.
Si è gareggiato in sole 14 gare, quasi tutte sulla sola distanza dei 50 metri, tranne i misti che si sono svolti sulla distanza dei 100 m.

## Medagliere
| Posizione | Paese         | Oro | Argento | Bronzo | Totale |
| --------- | ------------- | --- | ------- | ------ | ------ |
| 1         | Germania      | 7   | 2       | 4      | 13     |
| 2         | Svezia        | 4   | 4       | 1      | 9      |
| 3         | Paesi Bassi   | 1   | 2       | 1      | 4      |
| 4         | Polonia       | 1   | 1       | 0      | 2      |
| 5         | Bulgaria      | 1   | 0       | 0      | 1      |
| 6         | Russia        | 0   | 1       | 2      | 3      |
| 6         | Slovacchia    | 0   | 1       | 2      | 3      |
| 8         | Gran Bretagna | 0   | 1       | 1      | 2      |
| 8         | Norvegia      | 0   | 1       | 1      | 2      |
| 10        | Spagna        | 0   | 1       | 0      | 1      |
| 11        | Croazia       | 0   | 0       | 2      | 2      |

## Piscina 25 m

### 50 m stile libero
| Posizione | Atleta            | Paese    | Tempo |
| --------- | ----------------- | -------- | ----- |
|           | Krzysztof Cwalina | Polonia  | 22.01 |
|           | Joakim Holmqvist  | Svezia   | 22.50 |
|           | Silko Günzel      | Germania | 22.53 |

| Posizione | Atleta        | Paese       | Tempo |
| --------- | ------------- | ----------- | ----- |
|           | Sandra Völker | Germania    | 25.29 |
|           | Angela Postma | Paesi Bassi | 25.52 |
|           | Sue Rolph     | Regno Unito | 25.55 |

### 50 m dorso
| Posizione | Atleta          | Paese      | Tempo |
| --------- | --------------- | ---------- | ----- |
|           | Jirka Letzin    | Germania   | 25.47 |
|           | Zsolt Hegmegi   | Svezia     | 25.72 |
|           | Miloslav Dolnik | Slovacchia | 25.93 |

| Posizione | Atleta             | Paese      | Tempo |
| --------- | ------------------ | ---------- | ----- |
|           | Sandra Völker      | Germania   | 27.96 |
|           | Dagmara Komorowicz | Polonia    | 28.85 |
|           | Martina Moravcová  | Slovacchia | 28.86 |

### 50 m rana
| Posizione | Atleta         | Paese       | Tempo |
| --------- | -------------- | ----------- | ----- |
|           | Mark Warnecke  | Germania    | 27.58 |
|           | Ron Dekker     | Paesi Bassi | 27.61 |
|           | Dmitrij Volkov | Russia      | 27.95 |

| Posizione | Atleta         | Paese    | Tempo |
| --------- | -------------- | -------- | ----- |
|           | Emma Igelström | Svezia   | 32.13 |
|           | Elin Austevoll | Norvegia | 32.14 |
|           | Terrie Miller  | Norvegia | 32.43 |

### 50 m delfino
| Posizione | Atleta           | Paese    | Tempo |
| --------- | ---------------- | -------- | ----- |
|           | Jonas Åkesson    | Svezia   | 24.25 |
|           | Carlos Sánchez   | Spagna   | 24.34 |
|           | Dirk Vandenhirtz | Germania | 24.55 |

| Posizione | Atleta            | Paese       | Tempo |
| --------- | ----------------- | ----------- | ----- |
|           | Angela Postma     | Paesi Bassi | 27.48 |
|           | Martina Moravcová | Slovacchia  | 27.84 |
|           | Julia Voitowitsch | Germania    | 27.92 |

### 100 m misti
| Posizione | Atleta            | Paese    | Tempo |
| --------- | ----------------- | -------- | ----- |
|           | Denislav Kaltchev | Bulgaria | 55.51 |
|           | Christian Keller  | Germania | 55.88 |
|           | Grigory Matuskov  | Russia   | 57.31 |

| Posizione | Atleta          | Paese       | Tempo   |
| --------- | --------------- | ----------- | ------- |
|           | Louise Karlsson | Svezia      | 1:01.89 |
|           | Sue Rolph       | Regno Unito | 1:02.21 |
|           | Daniela Hunger  | Germania    | 1:02.48 |

### 4 x 50 m stile libero
| Posizione | Atleta                                                        | Paese    | Tempo      |
| --------- | ------------------------------------------------------------- | -------- | ---------- |
|           | Zsolt Hegmegi Kars-ove Jansson Joakim Holmqvist Pär Lindström | Svezia   | 1:27.62 RE |
|           | Silko Günzel Ingolf Rasch Torsten Spanneberg Steffen Smollich | Germania | 1:29.09    |
|           | '                                                             | Croazia  | 1:30.71    |

| Posizione | Atleta                                                         | Paese       | Tempo   |
| --------- | -------------------------------------------------------------- | ----------- | ------- |
|           | Daniela Hunger Katrin Meißner Meike Freitag Sandra Völker      | Germania    | 1:41.20 |
|           | Johanna Sjöberg Linda Olofsson Helen Åberg Louise Karlsson     | Svezia      | 1:42.32 |
|           | Angela Postma Wilma Van Hofwegen Marianne Muis Karin Brienesse | Paesi Bassi | 1:42.45 |

### 4 x 50 m misti
| Posizione | Atleta                                                         | Paese    | Tempo      |
| --------- | -------------------------------------------------------------- | -------- | ---------- |
|           | Jirka Letzin Mark Warnecke Dirk Vandenhirtz Silko Günzel       | Germania | 1:38.01 RE |
|           | Zsolt Hegmegi Patric Robertsson Jonas Åkesson Joakim Holmqvist | Svezia   | 1:39.38    |
|           | '                                                              | Croazia  | 1:41.19    |

| Posizione | Atleta                                                         | Paese    | Tempo   |
| --------- | -------------------------------------------------------------- | -------- | ------- |
|           | Sandra Völker Manuela Näckel Julia Voitovitsch Daniela Hunger  | Germania | 1:53.58 |
|           | '                                                              | Russia   | 1:54.21 |
|           | Ulrika Jardfeldt Emma Igelström Malin Strömberg Linda Olofsson | Svezia   | 1:54.51 |